# Оукридж (град, Орегон)
Оукридж (на английски: Oakridge) е град в окръг Лейн, щата Орегон, САЩ. Оукридж е с население от 3148 жители (2000) и обща площ от 5,2 km². Намира се на 377,9 m надморска височина. ЗИП кодът му е 97463, а телефонният му код е 541.